# Lukousaurus
Lukousaurus (лат.) — род архозавроморфов неясного систематического положения, окаменелые остатки которого были обнаружены в раннеюрских (синемюр) отложениях формации Lufeng (провинция Юньнань, Китай). Род был описан китайским палеонтологом Яном Чжунцзянем в 1940 году; родовое название дано в честь моста Лугоу.
Типовой вид, L. yini, предварительно классифицируется как теропод, родственный цератозаврам или целурозаврам, по мнению других. Вне зависимости от точной классификации, Lukousaurus определённо был архозавроморфом.

## История изучения
В конце 1930-х годов в районе города Huangchiatien (в другом варианте написания — Dahungtien) в провинции Юньнань (Китай) были найдены фрагменты передней части черепа и нижней челюсти, а также, возможно, изолированный зуб и плечевая кость. Череп был найден в слоях нижнего юрского периода в красных пластах  формации Lufeng, хотя на момент его описания в 1940 году Яном Чжунцзянем считалось, что эти пласты датируются триасовым периодом. 
Ян отметил, что череп очень странный, с морфологией, схожей не только с целурозаврами, к которым он относил этот таксон, но и с прозавроподами и карнозаврами. 
Родовое название относится к мосту Лугоу недалеко от Пекина, где началась Японо-китайская война и который стал символом сопротивления Китая японской интервенции. Видовое название дано в честь бывшего заместителя директора Китайской геологической службы Т. Х. Иня (T. H. Yin), который продолжал работу по исследованию, несмотря на японское вторжение. 
Голотип хранится в Институте палеонтологии позвоночных и палеоантропологии в Пекине под номером IVPP 23.. Симмонс в 1965 году отнёс к Lukousaurus дополнительный материал, включающий дистальную часть плечевой кости, большеберцовую и малоберцовую кости.

## Классификация
Классификация Lukousaurus очень неопределённая из-за странных особенностей типового образца и его плечевой кости. Lukousaurus был впервые описан как целурозавр на основании строения заглазичной области и формы глазницы, схожих с таковыми у Saltopus, Podokesaurus и Ammosaurus (ныне ни один из этих таксонов не считается целурозавром). 
Размер и «некоторые характеристики черепа» также были отмечены как схожие с Palaeosaurus, хотя этот род считается сомнительным. 
В 1992 году Dong Zhiming в своей книге о китайских динозаврах отнёс Lukousaurus к Podokesauridae, что аналогично первоначальной классификации Янга, сближающей животное с Podokesaurus, хотя в 1997 году Кеннет Карпентер (Kenneth Carpenter) отнёс его к неопределённым тероподам.
В работе 2008 года за авторством Микки Мортимер Lukousaurus был отнесён либо к абелизавридам, либо к Sphenosuchia; позднее, в 2011 году тем же автором род был переклассифицирован как базальный Pseudosuchia (в анализе использовалась филогенетическая матрица, разработанная Стерлингом Несбитом). 
Knoll и др. в  2012 обнаружили, что Lukousaurus спохож с архозаврами клады Suchia по анатомии предглазничного окна, а Irmis в 2004 полностью исключил Lukousaurus как из числа динозавров, так и динозавроморфов в целом.